# Eva Nansen
Eva Helene Sars Nansen, född Sars 17 december 1858 i Kristiania (Oslo), död 9 december 1907 i Lysaker var en norsk mezzosopran och högt uppskattad romanssångerska. Hon gifte sig med polarforskaren Fridtjof Nansen 1889.

## Biografi

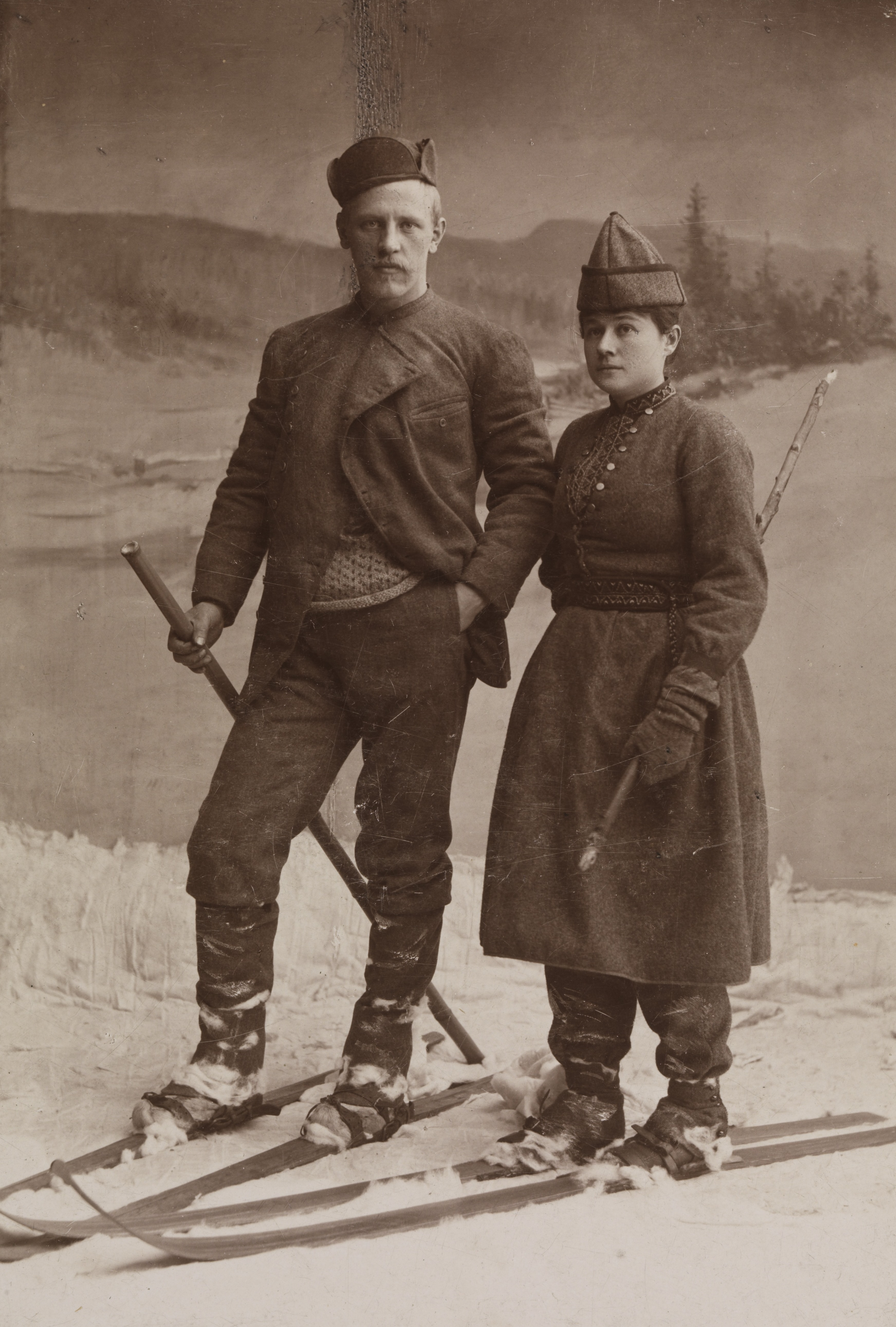
Fridtjof och Eva, 1889.

Eva Sars var dotter till zoologen Michael Sarsgift med Maren Sars och växte upp i en välbärgad, religiös familj i Kristiania, modern hade en litterär salong på söndagar. Hon hade två äldre bröder, historikern Ernst Sars och Geoge Ossian Sars och systern Marie Christine. Båda systrarna utbildade sig i Thorvald Lammers musikskola och deltog i hans nystartade sångkör, Cæciliaforeningen. Eva debuterade i Oslo Filharmoniske Orkester 1881. Från hösten 1886 studerade hon för mezzosopranen Madame Désirée Artôt i Berlin.
Nansen var en duktig skidåkare och mötte Fridtjof Nansen i ett skidspår på fjället. Hon verkade för kvinnors rätt till friluftsliv och idrott. De gifte sig den 6 september 1889. Fyra år senare tog Fridtjof farväl av Eva och deras första barn och seglade med det specialbyggda fartyget Fram mot Nordpolen. Nansen blev sjuk i lunginflammation hösten 1907 och dog den 9 december i sitt hem i Osloförorten Lysaker.